# Nová Ves (Branžež)
Nová Ves je vesnice v okrese Mladá Boleslav, je součástí obce Branžež. Nachází se 0,7 kilometru jihovýchodně od Branžeže. Vesnicí protéká malá říčka Kněžmostka, která teče z Komárovského rybníka do rybníka Drhlenského.

## Historie
První písemná zmínka o vesnici pochází z roku 1555.

## Další fotografie

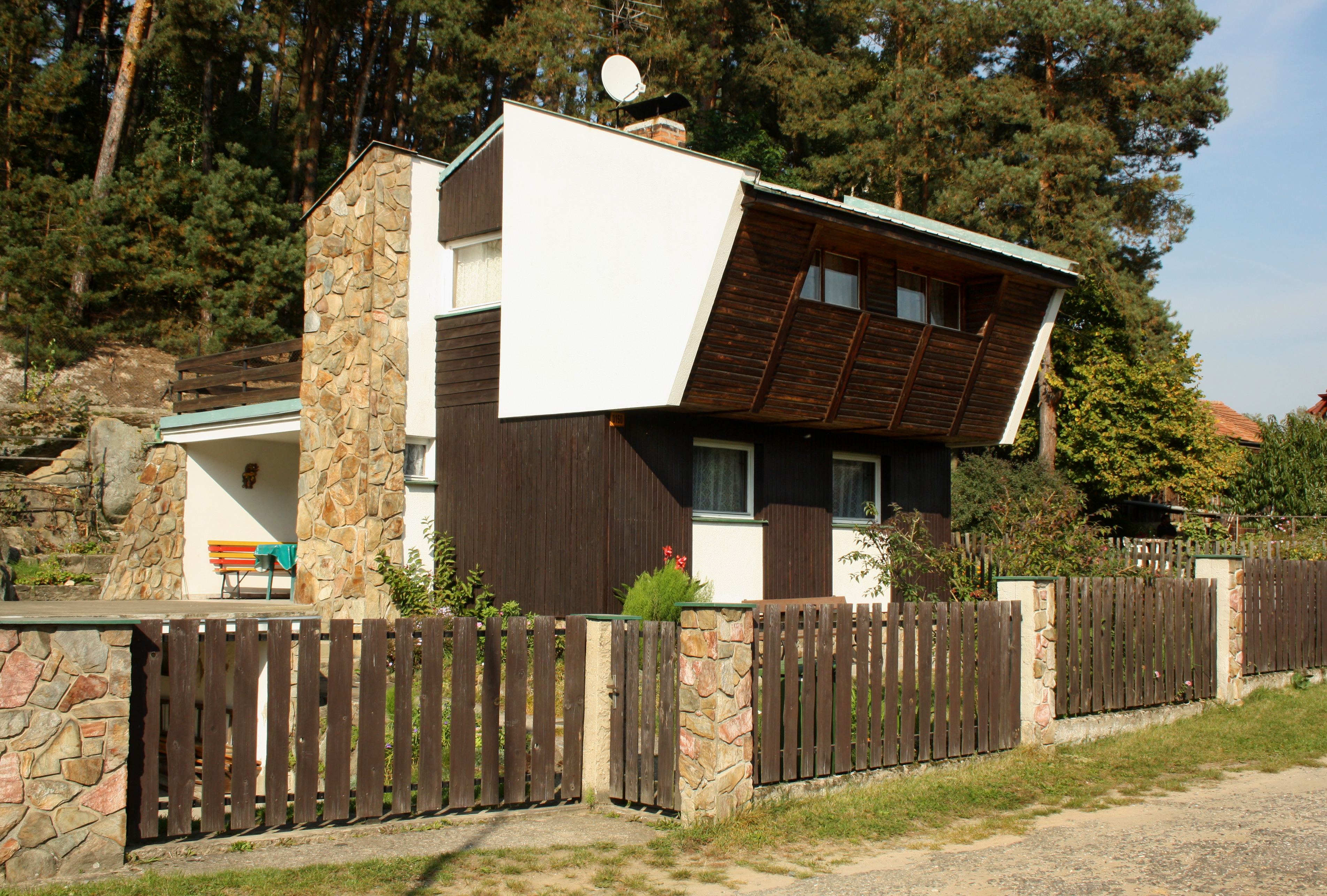
Moderní vila
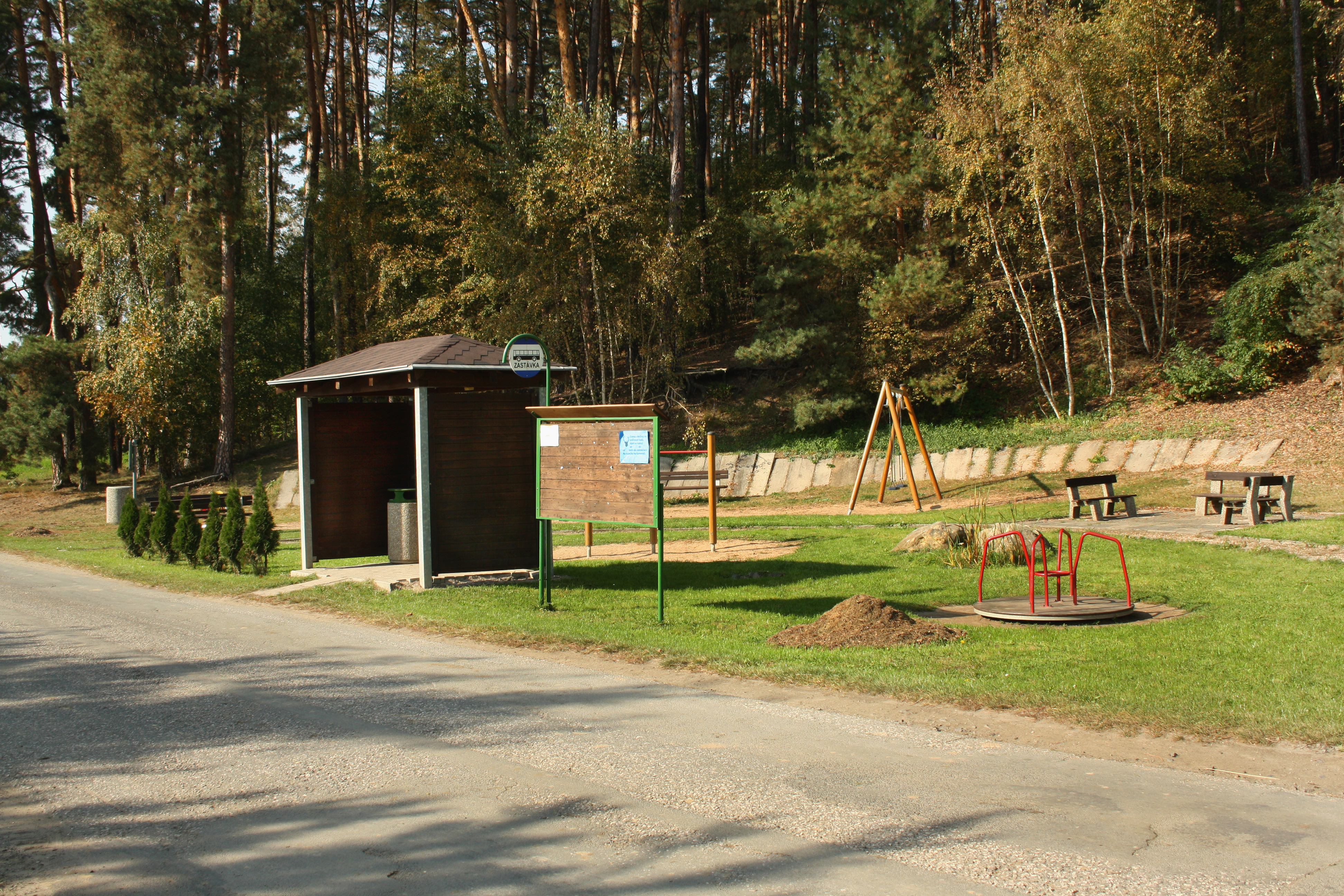
Dětské hřiště